# Fahd al-Ansari
Fahd al-Ansari, Fahad al-Ansari (ur. 25 lutego 1987 w Kuwejcie) – kuwejcki piłkarz występujący na pozycji pomocnika. Obecnie jest zawodnikiem Al-Qadisiyah Hawalli.